# 梅勒卡赖
梅勒卡赖（法語：Maël-Carhaix，法語發音：[mɛl kaʁɛ]）是法国阿摩尔滨海省的一个市镇，位于该省西南部，属于甘冈区。该市镇总面积36.57平方公里，2009年时的人口为1592人。

## 地名
由于语源问题，该地名“Maël-Carhaix”拼读方式不符合法语正字法，其标准发音为[mɛl kaʁɛ]，根据实际发音其应译作“梅勒卡赖”（同“Mêl-Carhaix”译），《世界地名翻译大辞典》与《世界地名译名词典》将其纯按法汉译音表误译作“马埃勒卡赖”。

## 地理
梅勒卡赖（48°17'0"N, 3°25'28"W）面积36.57 平方千米，位于法国布列塔尼大區阿摩尔滨海省，该省份为法国西北部沿海省份，位于布列塔尼半岛北部，北濒大西洋英吉利海峡，西接菲尼斯泰尔省，南至莫尔比昂省，东临伊勒-维莱讷省。
与梅勒卡赖接壤的市镇（或旧市镇、城区）包括：格洛梅勒、凯尔格里斯特-莫埃卢、洛卡恩、勒穆斯图瓦尔、波勒、特雷布里旺。
梅勒卡赖的时区为UTC+01:00、UTC+02:00（夏令时）。

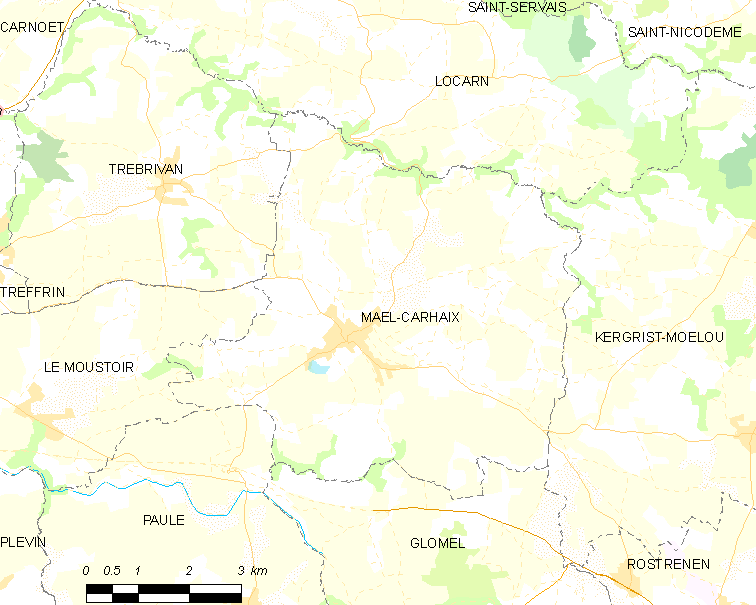
梅勒卡赖的OSM定位图

## 行政
梅勒卡赖的邮政编码为22340，INSEE市镇编码为22137。

## 政治
梅勒卡赖所属的省级选区为罗斯特勒南县。

## 人口

1962-2008年间梅勒卡赖人口变化图示

梅勒卡赖于2022年1月1日时的人口数量为1455人。